# Баранаускас, Антанас
Анта́нас Барана́ускас (лит. Antanas Baranauskas; пол. Antoni Baranowski; 17 января 1835, Оникшты, Виленская губерния — 26 ноября 1902, Сейны, Сувалкская губерния) — католический прелат, епископ Сейны с 21 июля 1897 года по 26 ноября 1902 год, литовский поэт и языковед; писал также на польском языке.

## Биография
Родился в крестьянской семье. Окончил начальную школу в Аникщяй и двухлетнюю школу писарей в Румшишкес (1851—1853), служил в волостных канцеляриях Расейняй, Скуодасе и других городках (1853—1856). В 1855 году в Тельшяй (по другим сведениям в Сяде) познакомился с польской поэтессой литовского происхождения Каролиной Проневской (Каролиной Праняускайте), во многом определившей направленность поэтического творчества Баранаускаса.
В 1856 году поступил в католическую  Варняйскую духовную семинарию, где учился до 1858 года. Затем обучался в петербургской католической Духовной академии, которую окончил в 1862 году. Ещё в Варняй заинтересовался лингвистикой, стал первым литовским диалектологом и создателем терминов литовской грамматики. Немецкому языковеду А. Шлейхеру посылал записи литовских диалектов.

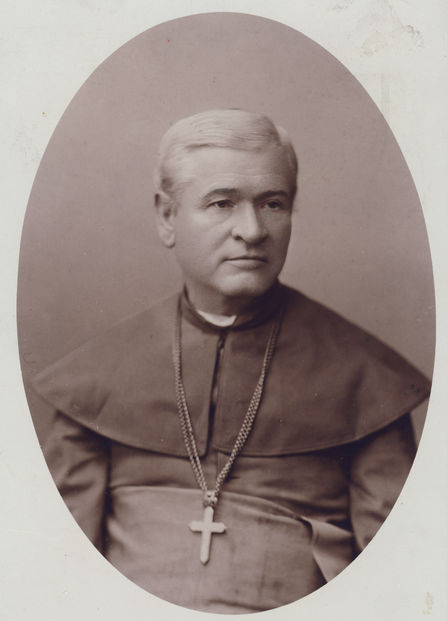
Антанас Баранаускасу в 1899 году

В 1863—1864 годах продолжил изучение теологии в университетах Мюнхена, Рима, Инсбрука, Лёвена. После подавления восстания 1863 занял узкоклерикальные позиции и отошёл от поэтического творчества. В 1865 году был назначен профессором Императорской Римско-католической духовной академии в Санкт-Петербурге. В том же году был назначен викарием ковенского кафедрального собора и профессором ковенской духовной семинарии, где преподавал моральную теологию и гомилетику (1866—1884). С 1867 года был профессором Ковенской духовной семинарии, позднее инспектором. С 1871 года начал преподавать литовский язык. В это время перевёл грамматику литовского языка А. Шлейхера и, опираясь на неё, начал писать учебник литовского языка „Mokslas lietuviškosios kalbos“ (не издан). Поддерживал связи с Шлейхером, И. А. Бодуэном де Куртенэ, И. А. Карловичем и другими языковедами.
В 1897 году был назначен епископом в Сейны. Умер в Сейнах и там же похоронен.

## Творчество

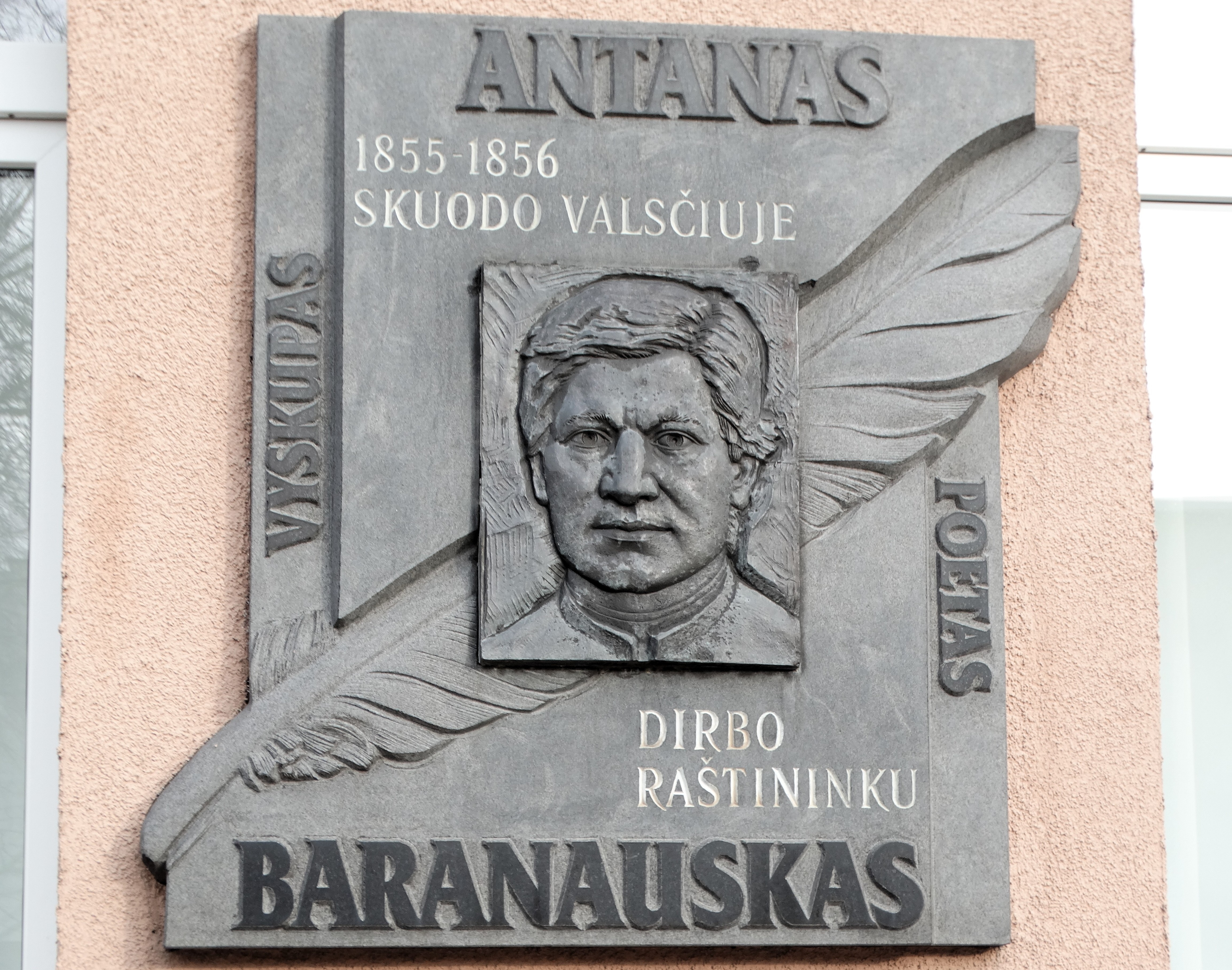
Памятная таблица А. Баранаускасу в Скуодасе

В 1849 году начал писать стихи на польском языке. С 1852 года писал также стихи на литовском языке. Творчество Баранаускаса положило начало литовской романтической лирической поэзии. Помимо ряда стихотворений на польском языке, написал большое стихотворное произведение из четырнадцати песен «Путешествие в Петербург» („Kelionė Petaburkan“, 1858—1859). Наиболее известное и художественно совершенное произведение Баранускаса — написанная не без влияния «Пана Тадеуша» Адама Мицкевича поэма «Аникшчяйский бор» («Аникщяйский бор»; „Anykščių šilelis“, 1858—1859). Опубликованная впервые в 1860 году в календарях Лауринаса Ивинскиса под псевдонимом Jurkštas Smalaūsis (первое отдельное издание 1905), причисляется к классике литовской литературы и переведена на английский, латышский, немецкий, русский, японский и другие языки.
Перу Бараунскаса принадлежит также дидактическая поэма «Бич и милость Божья» („Dievo rykštė ir malonė“, 1859) и некоторые другие произведения.

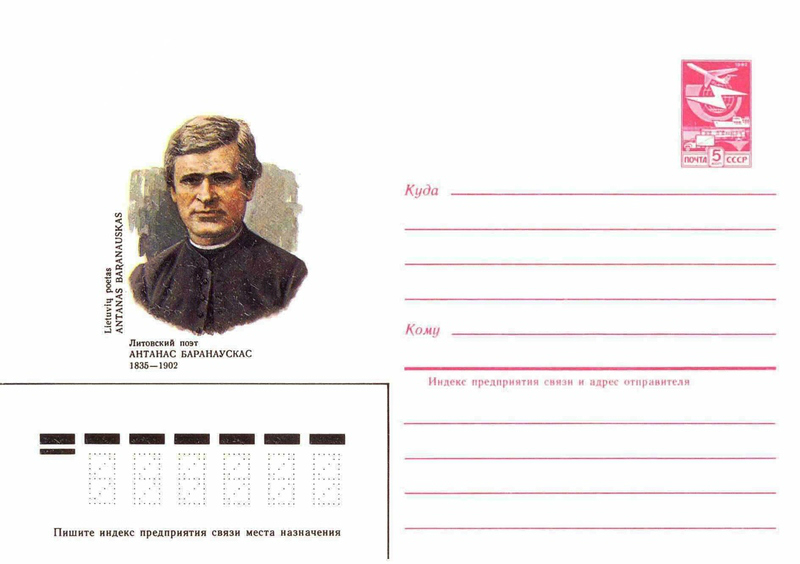
Посвящённый Антанасу Баранаускасу художественный маркированный конверт СССР 1984 года

## Память
- Его имя носят улицы во многих городах Литвы и мост в Аникщяй.
- Его имя носят школы в Аникщяй и Румшишкес.
- Памятники бюсты и памятные ленты стоят в Аникщяй, Каунасе, Румшишкесе, Скуодасе, Сяде и Сейнах.
- В 2010 году Аникщяйское районное самоуправление и Союз писателей Литвы учредили литературную премию имени Антанаса Баранаускаса.
- 25 сентября 2015 года его именем назван кратер Baranauskas на Меркурии[2].

## Сочинения
- O mowie ludu żmudzkiego i litewskiego. 1857.
- Anykščių šilelis. Vilnius, 1966.
- Raštai. T. 1—2/ Vilnius: Vaga, 1970 (Lituanistinė biblioteka).
- Аникшчяйский бор. Пер. с литов. Н. Тихонова, Вильнюс, 1952.